# Parti libéral (Australie, 1922)
Pour les articles homonymes, voir Parti libéral.

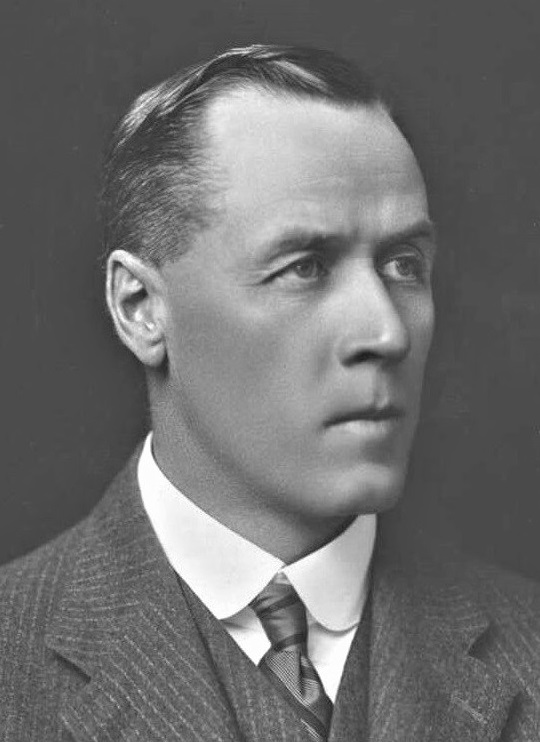
John Latham.

Le Parti libéral, également connu sous le nom de Union libérale ou Parti libéral de l'Union, est un parti politique éphémère en Australie (principalement au Victoria et en Australie-Méridionale) qui a fonctionné principalement en 1922. Le parti a été créé par des nationalistes mécontents qui s'opposaient à la direction du Premier ministre Billy Hughes. Deux députés fédéraux nationalistes, William Watt (Victoria) et Richard Foster (Australie-Méridionale), ont rejoint le Parti libéral à sa création et trois autres députés (John Latham (Victoria) et Malcolm Cameron et John Duncan-Hughes (Australie-Méridionale) ont été élus aux élections fédérales de 1922. Les sénateurs nationalistes d'Australie-Méridionale James Rowell et Edward Vardon ont également essayé de se faire réélire, sans succès, comme libéraux. Leur opposition à Hughes, associée à l'hostilité de Country Party à un gouvernement dirigé par Hughes, a été un facteur dans la décision de Hughes de prendre sa retraite et de laisser le poste de Premier ministre à Stanley Bruce. Après la retraite de Hughes, les cinq députés libéraux ont rejoint le Parti nationaliste, mais ils sont restés officiellement libéraux jusqu'en 1925.